# Harapan Makmur (Sei Lepan)
Harapan Makmur is een bestuurslaag in het regentschap Langkat van de provincie Noord-Sumatra, Indonesië. Harapan Makmur telt 1782 inwoners (volkstelling 2010).